# Castillazuelo
Castillazuelo è un comune spagnolo di 169 abitanti situato nella comunità autonoma dell'Aragona.

Fa parte della comarca del Somontano de Barbastro.